# America's Cup 1988
La 27ª America's Cup si è svolta tra il 7 e il 9 settembre 1988 nelle acque di San Diego, in California. Vide affrontarsi, sotto le regole del Deed of Gift, il San Diego Yacht Club, rappresentato da Stars & Stripes 88, e il Mercury Bay Boating Club, rappresentato da KZ1. La competizione fu vinta nettamente dal San Diego Yacht Club.

## La sfida del Mercury Bay Boating Club
La Coppa America del 1988 fu la prima sfida ostile regolata dal Deed of Gift. Nel mese di luglio 1987, pochi mesi dopo la vittoria di Dennis Conner che aveva riconquistato la coppa dagli australiani del Royal Perth Yacht Club, il banchiere neozelandese Michael Fay si recò al San Diego Yacht Club ed emise un avviso di sfida dal Mercury Bay Boating Club della Nuova Zelanda, che si basava su una rigorosa lettura del Deed of Gift. La sua sfida stabilì che le barche da regatare sarebbero state definite solamente dai dettagli del Deed, vale a dire barche ad albero singolo lunghe non più di 90 piedi (27 m) al galleggiamento e che la gara si sarebbe tenuta l'anno successivo nel 1988.
Il San Diego Yacht Club, che aveva intenzione di continuare ad usare le barche della classe 12 metri, inizialmente respinse la sfida. Fay quindi portò la controversia alla Corte Suprema dello Stato di New York, che il 25 novembre 1987 dichiarò la sfida valida e ordinò al San Diego Yacht Club di accettarla, spazzando via i ventuno sindacati della classe 12 metri che avevano dichiarato di volere una sfida nel 1991.
La risposta del club statunitense fu alquanto non convenzionale: siccome la competizione era basata sul regolamento del Deed of Gift, non vi erano requisiti di classe, a parte il fatto che la barca dovesse essere di massimo 27 metri al galleggiamento e con un solo albero. Così il San Diego Yacht Club e la Sail America Foundation scelsero un multiscafo, considerato più veloce.
Il 5 maggio 1988, tre mesi prima della data d'inizio dell'America's Cup, Michael Fay tornò alla ricerca di un tribunale che decretasse il catamarano come un'imbarcazione non valida. Il tribunale stabilì invece che la coppa si sarebbe dovuta disputare, e che ogni azione legale si sarebbe svolta dopo la competizione.

## Le imbarcazioni
Lo sfidante neozelandese era il KZ-1, un monoscafo di 120 piedi (37 m) fuori tutto con un equipaggio di 30-40 persone. Varato nel marzo 1988, era considerato il monoscafo più veloce dell'epoca per le sue dimensioni. Ora risiede al di fuori del National Maritime Museum nel centro di Auckland, in Nuova Zelanda.
Il San Diego Yacht Club rispose costruendo due catamarani, uno con una vela morbida convenzionale (Stars & Stripes S1), e il secondo con un albero alare in scala (Stars & Stripes H3). La barca ad albero alare dimostrò prestazioni superiori, e dopo qualche modifica per migliorarne l'integrità strutturale, fu scelta per la difesa della Coppa America.

## XXVII America's Cup Match
La competizione, svoltasi al meglio delle tre regate come da regolamento del Deed of Gift, fu nettamente vinta da Stars & Stripes 88, che si dimostrò nettamente più veloce del monoscafo neozelandese.
| Date             | Campo di regata                    | Vincitore          | Sconfitto | Tempo del vincitore | Distacco | Punteggio | Note               |
| ---------------- | ---------------------------------- | ------------------ | --------- | ------------------- | -------- | --------- | ------------------ |
| 7 settembre 1988 | 40 miglia, sopravento e sottovento | Stars & Stripes 88 | KZ-1      | 4h53'54"            | 18:15    | 1-0       | Vento di 7-9 nodi  |
| 9 settembre 1988 | 39 miglia, triangolare             | Stars & Stripes 88 | KZ-1      | 3h27'37"            | 21:10    | 2-0       | Vento di 6-15 nodi |

## Controversie
Dopo il completamento delle gare la battaglia tornò in tribunale e il 28 marzo 1989 la Coppa fu assegnata al Mercury Bay Boating Club, sulla base del fatto che la competizione tra un monoscafo e un catamarano fosse uno scontro fortemente impari e non nello spirito di una competizione amichevole. Tuttavia la Appellate Division invertì la sentenza, sostenendo che il Deed of Gift non limita la conformazione o dice qualcosa sul numero di scafi che una barca può avere, e quest'ultima sentenza fu confermata il 26 aprile 1990 dalla Corte d'Appello di New York. Così San Diego mantenne la coppa, potendola poi difendere nell'America's Cup 1992.
La 27ª America’s Cup mise quindi fine all'era delle barche da 12 metri, in quanto per la prossima Coppa fu creata l'International America's Cup Class.
L'America’s Cup 2010 condivide alcune somiglianze con la Coppa del 1988 in quanto anch'essa fu oggetto di un'intensa controversia, e il precedente del 1988 garantì che qualsiasi sfida ostile sarebbe stata regatata con le barche più veloci legali con il Deed of Gift: i multiscafi. Le vicende che portarono all'edizione 2010 furono però leggermente diverse, in quanto una sfida era già stata accettata dal difensore Société Nautique de Genève, ma il tribunale decise che lo sfidante non soddisfaceva i requisiti del Deed of Gift e costretto il difensore ad accettare invece una sfida dal Golden Gate Yacht Club.